# Институт криминалистики ФСБ
Институт криминалистики Центра специальной техники Федеральной службы безопасности Российской Федерации (также Институт криминалистики ФСБ, НИИ-2 ФСБ, в/ч 34435, ранее — Центральный НИИ КГБ СССР (ЦНИИ КГБ СССР), Научно-исследовательский институт № 2 КГБ СССР (НИИ-2 КГБ СССР)) — подразделение Федеральной службы безопасности Российской Федерации.
Подразделения Института криминалистики предоставляет разнообразные услуги: проверка на полиграфе, распознавание людей или отдельных их характеристик по биометрическим данным, лингвистические экспертизы, анализ химических веществ (в том числе обнаружение следовых количеств наркотиков и ядов), роботизированное разминирование мин и другие.

## История
Центральный НИИ КГБ СССР (ныне Институт криминалистики в составе Центра специальной техники ФСБ РФ) создан в 1977 году для выполнения функций высокотехнологичного следственного подразделения.
Созданная в 1975 году при КГБ СССР лаборатория полиграфологии была включена в состав Института в 1994 году в качестве его отдела. С весны 1996 года в Институте существуют Курсы полиграфологов, руководимые начальником этого отдела.
Во время путча 1991 года одно из помещений Оперативного центра Института криминалистики использовалось путчистами в качестве «ситуационной комнаты».
Институт криминалистики участвовал в расследовании резонансных террористических актов и аварий: взрывы жилых домов в 1999 году, гибель подводной лодки К-141 «Курск» в 2000 году, террористический акт в Театральном центре на Дубровке в 2002 году, террористический акт в Беслане в 2004 году и другие.
В августе 2021 года США, а несколько ранее — Великобритания ввели санкции против института криминалистики ФСБ и его сотрудников, которые, по мнению властей этих стран, причастны к отравлению Алексея Навального в августе 2020 года. В ноябре 2022 года Евросоюз ввел санкции против этих сотрудников.

## Деятельность
Институт криминалистики с момента создания до наших дней был и является секретным учреждением. Подразделения Института располагаются в нескольких местах в Москве и Подмосковье. Один комплекс зданий института расположен в Москве у пересечения Теплостанского проезда и улицы Академика Варги (адрес: Теплостанский проезд, 1); второй комплекс зданий — в посёлке Подлипки.
В советское время «Криминалистическая лаборатория в/ч 34435» изготавливала секретные криминалистические чемоданы.
По воспоминаниям очевидцев[кто?], одним из направлений деятельности организации в советское время было производство ядов и средств их скрытного применения. Журналисты[кто?] предполагают, что одно из подразделений Института работает с ядами до сих пор.
В современной России Институт криминалистики ФСБ проводит криминалистические, лингвистические и другие экспертизы, помимо прочего, его специалисты проводили изучение туринской плащаницы, заявив о её подлинности.
Корреспондент сетевого издания Газета.ru Илья Барабанов в 2006 году, ссылаясь в своём журналистском расследовании на собственные неназванные источники «в силовых структурах», утверждал, что в НИИ-2 хранился полоний, который позже был использован для убийства А. Литвиненко.
В журналистском расследовании изданий Bellingcat (автор — Христо Грозев) и The Insider при участии Der Spiegel, CNN и ФБК в 2020 году утверждается, что сотрудники Института работают с боевыми отравляющими веществами, в частности, с веществом «Новичок». Те же журналисты считают, что под прикрытием Института действовала группа оперативников ФСБ, члены которой осуществили покушение на А. Навального в Томске в 2020 году и два покушения на российского политика и журналиста В. В. Кара-Мурзу в 2015 и 2017 годах, и что эта группа действовала под руководством заместителя начальника Института криминалистики ФСБ по науке Станислава Макшакова, которого журналисты считают руководителем программы ФСБ по отравлениям. Согласно выводам журналистов, отравления Навального и Кара-Мурзы курировал представитель другого подразделения ФСБ — Второй службы ФСБ — старший офицер этой службы Роман Михайлович Мезенцев.
В январе 2021 года было опубликовано ещё одно расследование Bellingcat и The Insider при участии Der Spiegel, в котором утверждается, что группа сотрудников ФСБ, участвовавшая в отравлении Алексея Навального, также причастна к убийству журналиста Тимура Куашева в 2014 году, общественного деятеля Руслана Магомедрагимова в 2015 году и лидера движения «Новая Россия» Никиты Исаева в 2019 году.

## Персоналии
- Кирилл Юрьевич Васильев (генерал, инженер-химик) — директор Института криминалистики в 2020 году[3][2][16][17].
- Апексимов Дмитрий Владимирович — директор Института криминалистики в 2023 году[18].
- Станислав Валентинович Макшаков (полковник, канд. мед. наук) — заместитель директора Института криминалистики ФСБ по науке в 2020 году[12], стал директором в 2025 году[19].
- Владимир Михайлович Богданов (генерал-майор) был начальником Института до Кирилла Васильева. В октябре 2018 года его повысили до руководителя Центра специальной техники (в/ч 68240) и заместителя директора научно-технической службы ФСБ[3][20].
- Анатолий Владимирович Фесенко (доктор техн. наук) длительное время был начальником Института[21].